# 長明燈 (1932年小說)
《長明燈》（精確拼音：Dian yang Tak Kunjung Padam）是一部由蘇丹·達迪爾·阿里夏巴納創作的印尼文小說，在1932年由圖書編譯局出版。

## 背景
《長明燈》的作者蘇丹·達迪爾·阿里夏巴納是一位米南加保族作家，來自荷屬東印度蘇門答臘納塔爾（今屬印度尼西亞北蘇門答臘省曼代靈納塔爾縣），在1908年出生。這部小說是阿里夏巴納為荷屬東印度的官營出版社圖書編譯局工作的時候用三到四個月的時間完成的作品，也是阿里夏巴納繼《命途多舛》（Tak Putus Dirundung Malang）之後第二部小說。

## 故事大綱
平民出身，自幼喪父，與母親相依為命的耶辛（Yasin）對貴族出身的莫麗克（Molek）一見鍾情；他們雖說是出身懸殊，不過還是開始以書信傳情。雖然莫麗克也愛上了耶辛，不過他們都沒有跟父母提到自己的戀情。
耶辛知道他要證明自己有能力養起莫麗克，所以他開始在花園工作，賺了一筆錢回來。一天他告訴母親，自己想跟莫麗克求婚，於是他們便來到莫麗克家裏，請莫麗克的父親拉登·馬赫穆德（Raden Mahmud）同意這門婚事。然而，馬赫穆德和妻子仄·西蒂（Cek Sitti）不但以等第差異為由拒絕他們，還出言羞辱對方。
雖然兩人的父母不准他們見面，不過他們仍然維持着書信來往，就算莫麗克嫁了給一位阿拉伯裔商人之後還是如此。她想逃走，但是不成功，便渴望有一天可以和耶辛重逢。一天她趁父母和丈夫到麥加朝覲的時候請耶辛到她家裏，然後假扮成菠蘿小販的耶辛溜了進去，和莫麗克相會。莫麗克說，她的肉體雖然被玷污，不過她的心永遠是屬於耶辛的。這是他們最後一次約會。
沒過了多久莫麗克就死了，耶辛也回到了故鄉。母親身故之後，他躲進拉瑙湖附近一個洞穴隱居。他這輩子沒有結過婚，而且渴望有一天死了以後可以和莫麗克團聚。多年以後，耶辛在這個洞穴收留了一對逃避包辦婚姻的情侶，避免自己的經歷在他們身上重演。

## 風格
印尼社會主義文學評論家巴格里·西里格爾認為《長明燈》的寫格風格多愁善感，而且帶有詩意和浪漫色彩，和宗教作家哈姆卡創作的小說《凡·德·威克號的沉沒》很相似。他還指出這部小說運用了古馬來文很多詞語和諺語。阿里夏巴納後來講過，他覺得這部作品還是充滿着年輕人多愁善感的情緒，卻沒有《命途多舛》那麼氾濫。

## 題材
和同期出版的大多數印尼小說相似的是，《長明燈》講述的是思想傳統，以米南加保族習慣法的思維理解世界的成年人和接受過荷蘭式教育的年輕人之間發生的衝突。文學評論家馬曼·S·瑪哈雅娜（Maman S. Mahayana）、奧永·索菲安（Oyon Sofyan）和阿赫瑪德·迪安（Achmad Dian）認為，在肉體上，耶辛和莫麗克輸了，不過在精神上，他們贏了。
西里格爾指出，《長明燈》沿襲了當時很普遍的寫作手法，也就是在故事臨近尾聲的時候奪走主角的性命。之前阿里夏巴納撰寫《命途多舛》的時候，也運用過同一個手法。

## 發行與反響
《長明燈》初版在1932年由圖書編譯局出版，第七版則在1984年由民燭出版社（Dian Rakyat）出版。
西里格爾認為這部小說善於描寫大自然，把大自然描寫得很有詩意，不過對白方面就比較乏力。他指出，和這部作品相比，阿里夏巴納幾年後發表的作品《揚帆》在寫作技巧上進步了許多。研究印尼文學的荷蘭學者A·德歐認為這個小說雖然有一些缺點（比如某些情節過於誇張），不過仍然不失為一部值得閱讀、研究的作品。阿里夏巴納在1972年提到，他認為自己後來的作品寫得更好。

## 腳註
1. 1 2 3  Siregar 1964，第100頁.
2. 1 2  Alisjahbana 2009，第2頁.
3. 1 2  Mahayana, Sofyan & Dian 1995，第36頁.
4. ↑  Siregar 1964，第46頁.
5. ↑  Mahayana, Sofyan & Dian 1995，第34頁.
6. ↑  Siregar 1964，第101頁.
7. ↑  Teeuw 1980，第99頁.
8. ↑  Alisjahbana 2009，第3頁.